# Гиднотрія
Гиднотрія (Hydnotrya) — рід грибів родини Helvellaceae. Назва вперше опублікована 1846 року.
В Україні зустрічається їстівний трюфель червоно-бурий (Hydnotrya tulasnei).

## Галерея

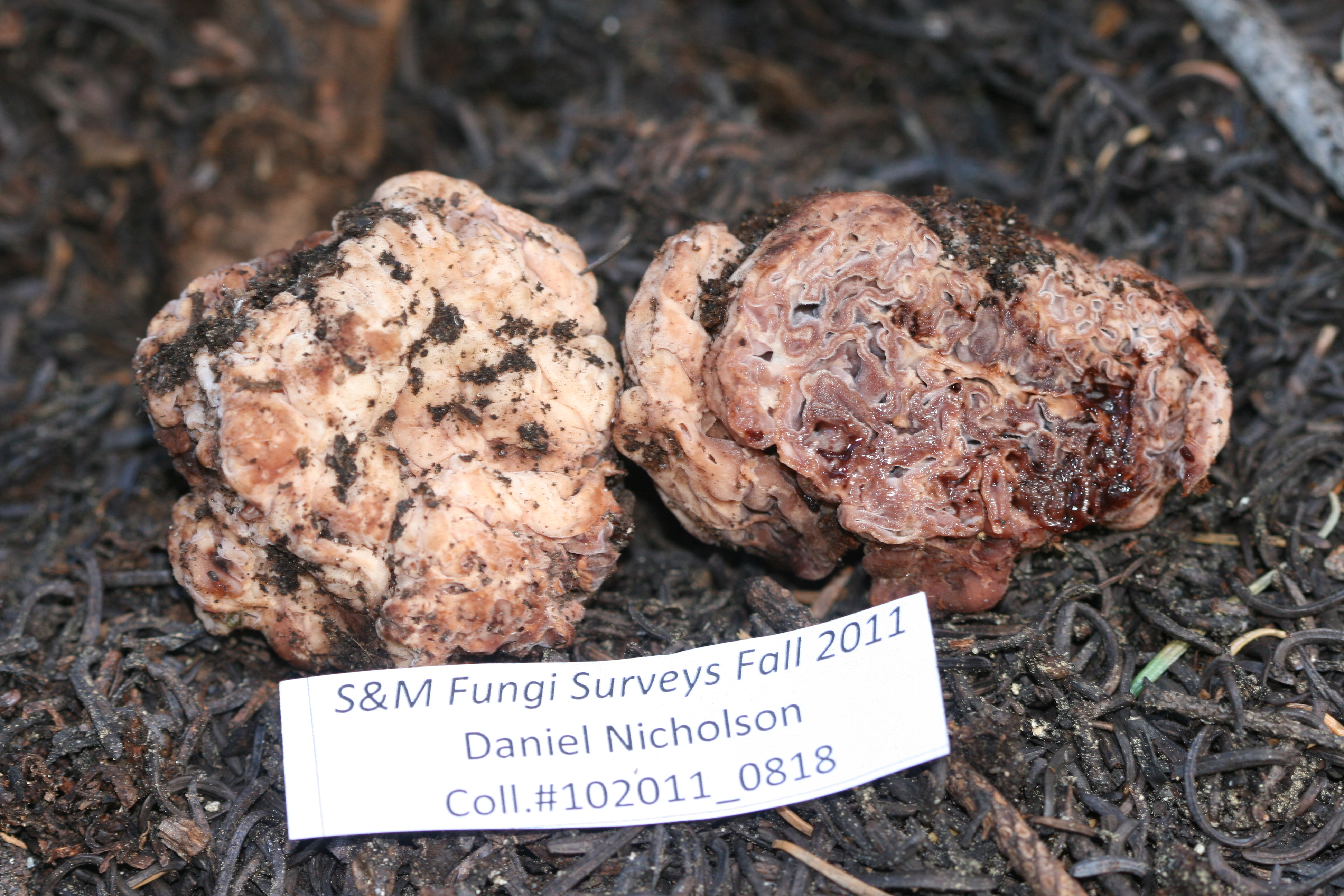
Hydnotrya cerebriformis
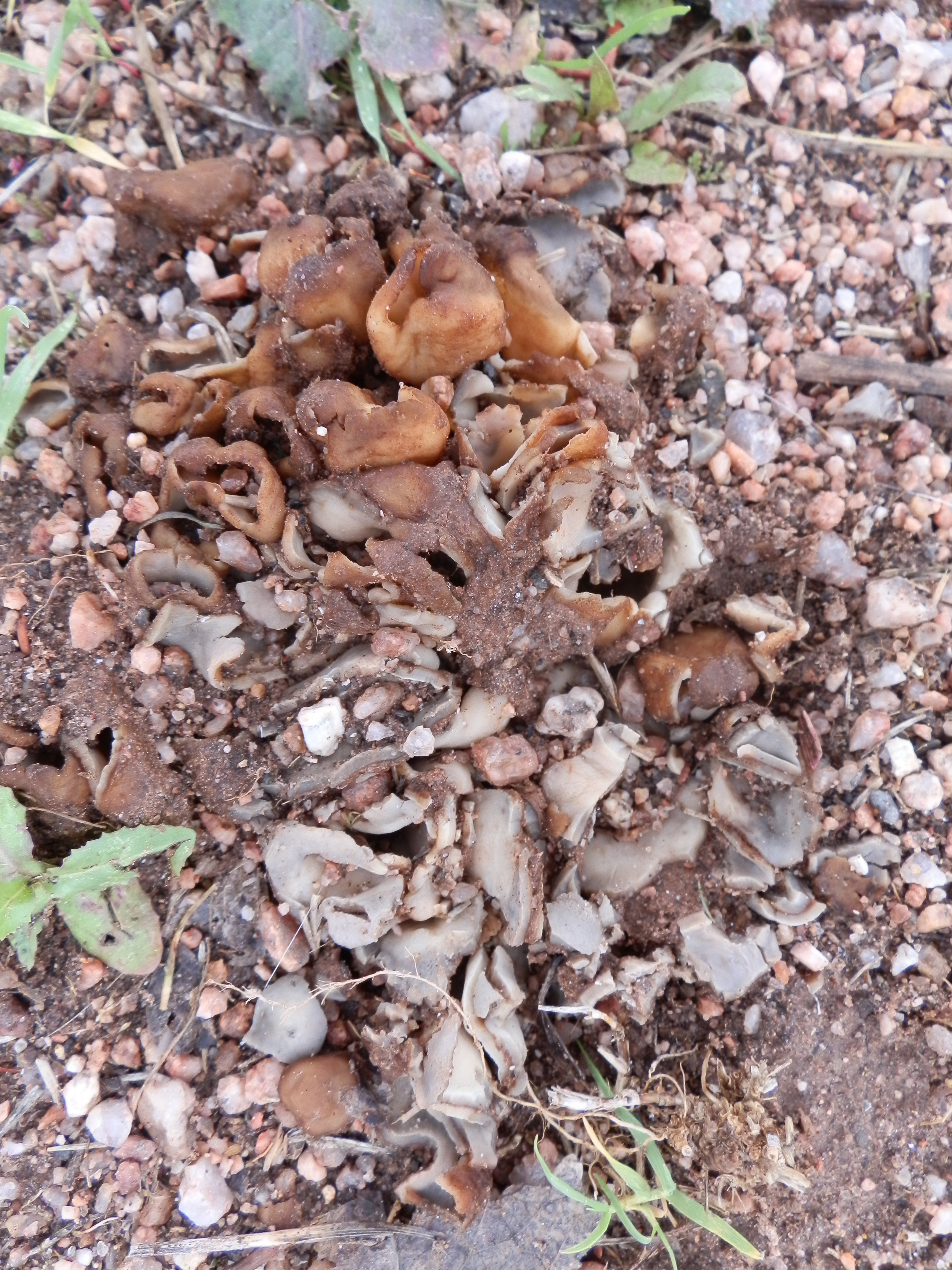
Hydnotrya cubispora